# NGC 3794
NGC 3794 је спирална галаксија у сазвежђу Велики медвед која се налази на NGC листи објеката дубоког неба.
Деклинација објекта је + 56° 12' 6" а ректасцензија 11h 40m 54,0s. Привидна величина (магнитуда) објекта NGC 3794 износи 12,9 а фотографска магнитуда 13,6. Налази се на удаљености од 24,7000 милиона парсека од Сунца. NGC 3794 је још познат и под ознакама NGC 3804, UGC 6640, MCG 9-19-153, IRAS 11381+5628, CGCG 268-70, CGCG 292-19, PGC 36238.